# 瓦拉德·辛
瓦拉德·辛（约公元前1834年—约公元前1823年前后在位）（英語：Warad-Sin）拉尔萨国王。继承部落首领西里·阿达德之位。他大力修建神庙，以获得支持，确保自己名字被刻写在公共建筑上。他还主持对乌尔防御堡垒的重修。